# Achantodes
Achantodes is een geslacht van vlinders van de familie van de grasmotten (Crambidae), uit de onderfamilie van de Glaphyriinae. De wetenschappelijke naam en de beschrijving van dit geslacht werden voor het eerst in 1852 gepubliceerd door Achille Guenée. 
Dit geslacht is monotypisch, dat wil zeggen dat het maar één soort heeft namelijk Achantodes cerusicosta Guenée, 1852, die ook als typesoort is aangeduid.